# 聖母子と智天使 (ロッソ・フィオレンティーノ)

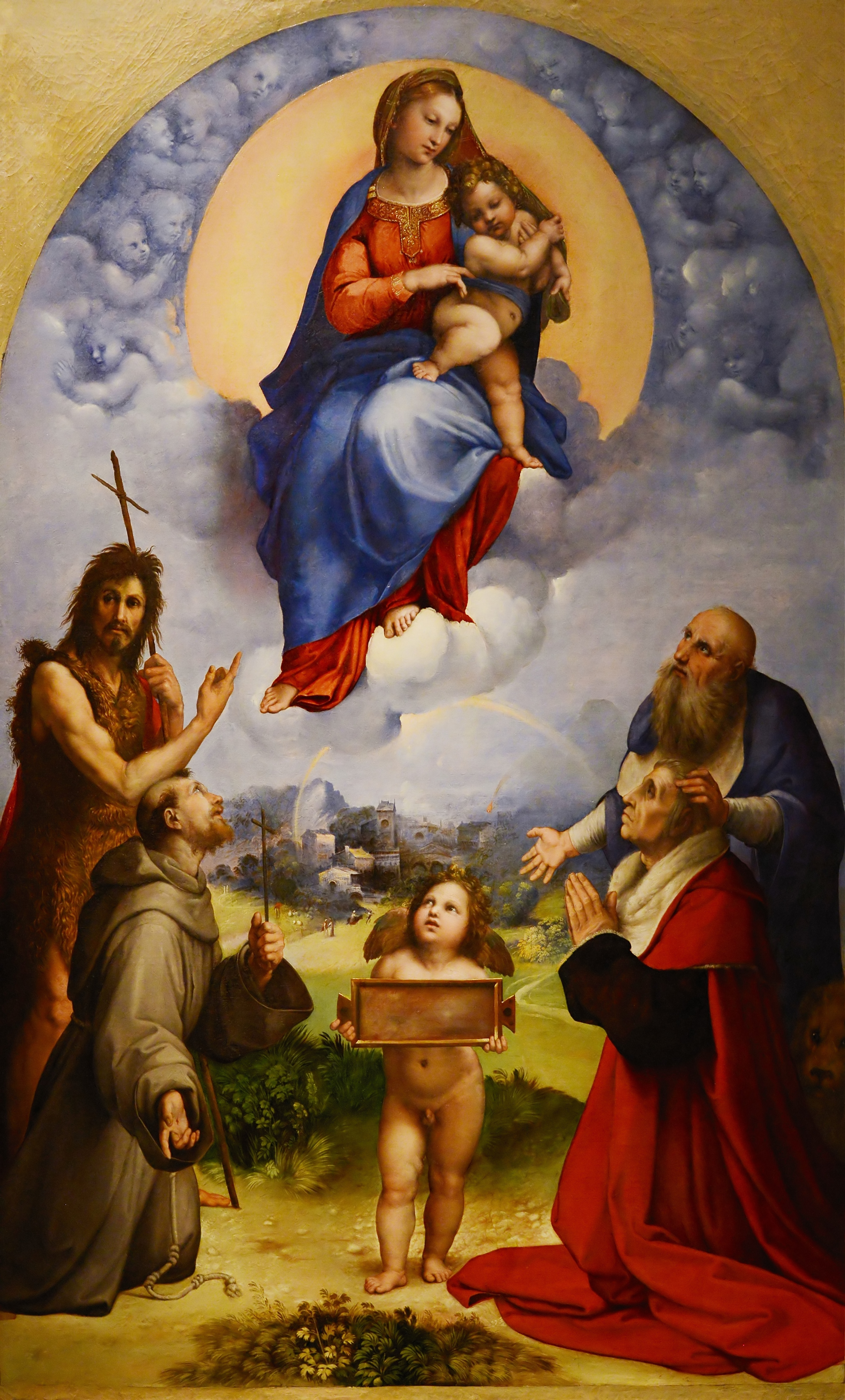
ラファエロ『フォリーニョの聖母』 (1511-1512年ごろ、ヴァチカン美術館)

『聖母子と智天使』（せいぼしとちてんし、露: Мадонна во славе、英: Madonna and Child with Cherubs）、または『聖母子と天使』（せいぼしとてんし、英: Madonna and Child with Angels）は、イタリア・マニエリスム期の画家ロッソ・フィオレンティーノが画業初期の1512-1517年ごろに制作した絵画である。
本来は板上に描かれていたが、キャンバスに移転された。
フィレンツェの初期マニエリスム絵画の作例であり、ロッソの反古典主義的作風をよく示している。
1810年、パリでドミニック・ヴィヴァン・ドゥノン男爵の援助によりサンクトペテルブルクのエルミタージュ美術館のために購入された。
なお、本作はニスの変色で、色彩が大きく変わってしまっている。

## 作品
本作の原型は、ラファエロの名高い『フォリーニョの聖母』 (ヴァチカン美術館) にもとづくマルカントニオ・ライモンディのエングレービングである。
本作の構図はフラ・バルトロメオの作例にも依拠したもので、同時にピラミッド型構図は多くをミケランジェロに負っている。戯れあう天使や幼子イエスもミケランジェロの青年裸体像 (ヴァチカン宮殿システィーナ礼拝堂の天井画に描かれている「イニューディ」) を奇妙に類型化し、矮小化したようにみえる。
ロッソはラファエロから構図、人物の姿勢、身振りを継承しつつも、ラファエロの『フォリーニョの聖母』を自由に個性的な方法で翻案し、自身のエキセントリックな様式を保持している。聖母子は、空中に浮遊する智天使たちの上に不安定に座っており、空間描写は曖昧かつ不自然である。聖母マリアの顔にもマニエリスム特有の不安と神経的緊張が漲っている。ロッソ自身の『聖母被昇天 (Assumption of the Virgin) 』 (1512-1513年に最初に描かれ、1517年に加筆された) をも想起させる作品である。